# Pihlajavesi
Der Pihlajavesi ist ein See südlich der Stadt Savonlinna und gehört zum Saimaa-Seensystem. Mit einer Fläche von 712,59 km² ist er der sechstgrößte See Finnlands und breitet sich auf einem Gebiet von etwa 40 km Länge und 20 km Breite aus.
Auf den Inseln im Pihlajavesi bildete sich in den vergangenen Jahrhunderten eine einzigartige Inselkultur aus, nachdem finnische Siedler die Inseln kultiviert hatten. Die Inselbewohner wähnten sich vor Angreifern sicher, auch war die Gefahr, dass das Vieh in die Wälder davonlief oder durch Raubtiere gerissen würde, auf den Inseln geringer als auf dem Festland. Bei einem Feldzug russischer Kosaken unter Vilim Fermor wurden jedoch im Jahr 1743 viele Häuser zerstört und mindestens 43 Siedler getötet.
Noch 1930 gab es im See rund 20 bewohnte Inseln mit einer Bevölkerung von rund 1000 Menschen. Durch stete Landflucht ist die Zahl der Inselbewohner jedoch auf heute kaum 200 gesunken.
Das durch tausende Inseln labyrinthartig zergliederte Seengebiet ist nicht nur der Nistplatz zahlreicher Vogelarten, sondern auch die Heimat der Saimaa-Ringelrobbe. Um die 60 Stück dieser vom Aussterben bedrohten Robbenart leben hier.
Der Pihlajavesi gehört gemeinsam mit der Burg Olavinlinna zu den 27 offiziellen Nationallandschaften Finnlands.